# Punta Núñez
La punta Núñez es un cabo que forma el extremo oeste del promontorio de Takaki en la península de Barison en la costa Graham, en la costa oeste de la península Antártica. Se ubica entre las bahías Beascochea y Leroux.
Se identifica por dos morros de punta roma, desprovistos de hielo, de altura mediana con respecto a la costa circundante.

## Historia y toponimia
Fue descubierta por la Tercera Expedición Antártica Francesa (entre 1903-1905), al mando Jean-Baptiste Charcot, quien la nombró en honor al capitán Núñez de la Armada Argentina.

## Reclamaciones territoriales
Argentina incluye a la península antártica en el departamento Antártida Argentina dentro de la provincia de Tierra del Fuego, Antártida e Islas del Atlántico Sur; para Chile forma parte de la comuna Antártica de la provincia Antártica Chilena dentro de la Región de Magallanes y de la Antártica Chilena; y para el Reino Unido integra el Territorio Antártico Británico. Las tres reclamaciones están sujetas a las disposiciones del Tratado Antártico.
Nomenclatura de los países reclamantes: 
- Argentina: punta Núñez[4][5]
- Chile: punta Núñez[6]
- Reino Unido: Nuñez Point